# Suezichthys aylingi
 Suezichthys aylingi és una espècie de peix de la família dels làbrids i de l'ordre dels perciformes.

## Morfologia
Els mascles poden assolir els 11,7 cm de longitud total.

## Distribució geogràfica
Es troba a les costes del sud-est d'Austràlia (Nova Gal·les del Sud, Victòria i Tasmània) i al nord-est de Nova Zelanda.